# Ramon (cráter)

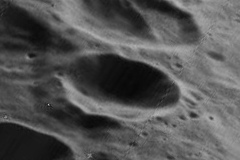
Imagen oblicua de Ramon (imagen Lunar Orbiter 5)

Ramon es un pequeño cráter de impacto situado en el sector sur-sureste del interior del cráter Apolo, en la cara oculta de la Luna. Se halla en el espacio comprendido entre los dos anillos montañosos que conforman el gran cráter.
|  |

El cráter Ramon es casi de forma circular, con una pequeña protuberancia en la parte oriental. Aparece prácticamente intacto, con el brocal bien definido aunque con dos pequeñas hendiduras en los lados sur y noroeste. La suave pendiente interior desciende hasta una pequeña sección de fondo plano. La altura del borde sobre el terreno circundante alcanza los 600 m. La parte inferior del cuenco es relativamente suave, sin estructuras notables.

## Designación
El nombre fue adoptado por la UAI en 2006, como homenaje a los siete astronautas que perecieron en el accidente del Transbordador Columbia acontecido el 1 de febrero de 2003. Los nombres de los siete cráteres son:
- Chawla, D. Brown, Husband, L. Clark, McCool, M. Anderson y Ramon.

## Referencias

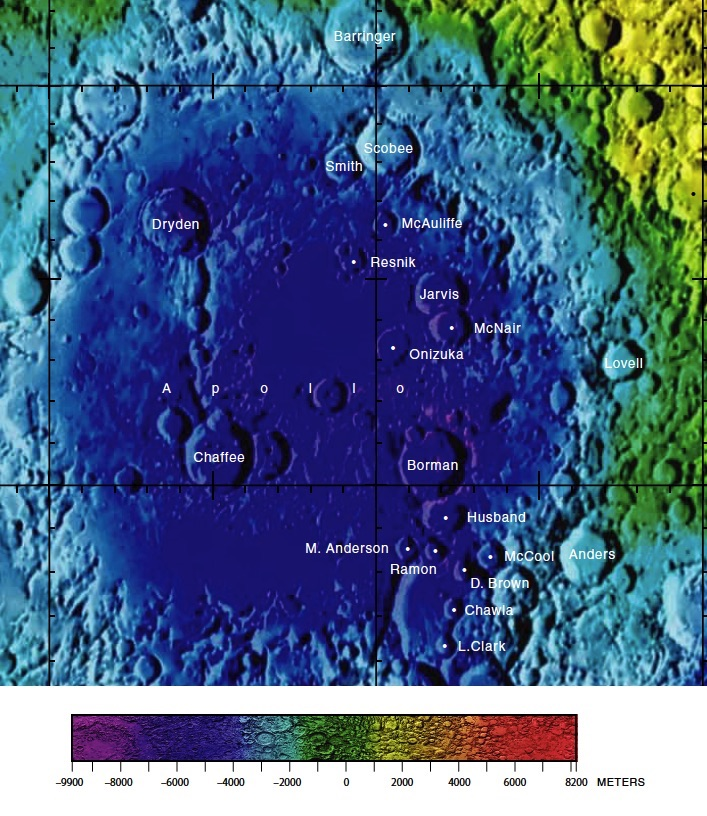
Cráteres interiores de Apolo